# Karl Gottlieb von Arnswaldt
Karl Gottlieb von Arnswaldt  (* 1690; † 19. November 1751 in Olmütz) war ein kaiserlich-königlich Generalfeldwachtmeister und zuletzt Kommandant der Festung Olmütz.

## Herkunft
Seine Eltern waren Rittmeister Wolff Heinrich von Arnswaldt und dessen Ehefrau Anna Magdalena geborenen von Nimptsch aus dem Haus Oberleipa († 11. Dezember 1712).

## Leben
Arnswaldt ging schon in jungen Jahren in kaiserliche Dienste. Bereits 1716 war er Hauptmann. Während des Polnischen Erbfolgekriegs kämpfte er 1734 als Major in Italien in der Lombardei. In der Schlacht bei Parma am 29. Juni 1734 wurde er verwundet. Kurz darauf wurde er Oberstleutnant. Später wurde er zum Oberst befördert und wurde als Kommandant des „Oberen Schlosses“ nach Freiburg im Breisgau versetzt. Zusammen mit dem Gouverneur Damitz widerstand er lange der französischen Belagerung im Jahr 1744. Arnswaldt ging mit der Besatzung in Kriegsgefangenschaft.
Nach dem Krieg wurde er am 1. Mai 1745 zum Generalfeldwachtmeister befördert und als Kommandant in die Festung Olmütz versetzt. Dort starb er Ende 1751.

## Familie
Arnswaldt heiratete 1715 Johanna Marianna von Tschirnhaus und Wederau (* 1688). Das Paar hatte mehrere Kinder:
- Heinrich Siegmund Carl (* 1716)
- Johanna

Anschließend heiratete er 1728 Friederike Elisabeth Charlotte von Reibnitz, Tochter von General Christoph Heinrich von Reibnitz  († 28. November 1724). Der Ehe entstammt:
- Friederike Sophie Caroline (* 1730)

Letztmalig heiratete er Gottliebe Friederica (von) Scheimek. Der Ehe entstammt:
- Gottlieb Georg Ernst (* 25. Oktober 1743; † 30. September 1781)